# Saint-Frion
Saint-Frion település Franciaországban, Creuse megyében. Lakosainak száma 252 fő (2022. január 1.). Saint-Frion Felletin, Moutier-Rozeille, Néoux, Pontcharraud, Poussanges, Sainte-Feyre-la-Montagne, Saint-Georges-Nigremont és Saint-Quentin-la-Chabanne községekkel határos.

## Népesség
A település népessége az elmúlt években az alábbi módon változott:
| Lakosok száma | 238  | 191  | 180  | 189  | 251  | 260  | 254  | 255  | 255  | 252  |
|               | 1968 | 1982 | 1990 | 2006 | 2013 | 2015 | 2017 | 2019 | 2020 | 2022 |